# Edwin Kelm

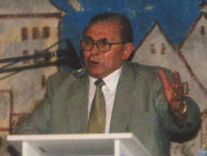
Edwin Kelm (2003)

Edwin Kelm (* 8. August 1928 in Friedenstal, Bessarabien, heute Myrnopillja, Ukraine; † 7. April 2021 in Möglingen) war ein Bauunternehmer bessarabiendeutscher Herkunft. Er setzte sich für die Versöhnung mit den Menschen in den ehemals von Deutschen besiedelten und besetzten Gebieten im heutigen Polen, der Ukraine und Moldau ein. Dafür erhielt er als „Brückenbauer des Friedens“ und „Botschafter der Versöhnung“ hohe Auszeichnungen. Auch trug er für den Zusammenhalt der bessarabiendeutschen Bevölkerungsgruppe in der Bundesrepublik Deutschland bei.

## Leben
Edwin Kelm entstammte einer deutschstämmigen Bauernfamilie in Bessarabien. Der Geburtsort war die Siedlung Friedenstal mit etwa 2100 Bewohnern, die deutsche Auswanderer 1834 gegründet hatten. Nach der Umsiedlung der Bessarabiendeutschen 1940 infolge der sowjetischen Besetzung kam er mit seinen Eltern vorübergehend in ein Lager in Deutschland. Von dort wurde die Familie um 1942 in das von Deutschland besetzte Polen geschickt; die früheren Bewohner von Friedenstal wurden in der Region von Kutno auf Bauernhöfen angesiedelt, von denen die deutsche Besatzungsmacht die polnischen Besitzer vertrieben hatte.

### Flucht 1945
Als im Januar 1945 die Ostfront infolge eines sowjetischen Großangriffs zusammenbrach, flüchtete die Familie nach Westen. Am Morgen des 20. Januar 1945 befand sich die Familie Kelm in einem kilometerlangen Flüchtlingstreck, der aus Bewohnern des bessarabischen Dorfes Friedenstal bestand. Auf der Landstraße zwischen Sompolno und Ślesin am Schlüsselsee im Landkreis Konin wurde der Treck von Panzertruppen der Roten Armee überrollt und beschossen. Die Truppe befand sich im Gefecht mit deutschen Einheiten, die auf dem Rückzug waren. Ein auf Nebenwege ausgewichener Treckteil stieß auf einen Trupp Partisanen, der in deutschen Uniformen nach flüchtenden SS- und Wehrmachtsangehörigen suchte. Kelms 44-jähriger Vater wurde wie viele andere männliche Flüchtlinge erschossen. Edwin Kelm konnte durch Flucht entkommen und kam in der schneebedeckten Landschaft im Haus einer polnischen Frau unter. Der 16-jährige Kelm sollte bei seiner weiteren Flucht nach Deutschland auf russischen Befehl hin erschossen werden. Der ausführende Soldat befolgte den Befehl seines Vorgesetzten nicht und ließ Kelm laufen.
Die auf der Landstraße und in den Wäldern bei Ślesin getöteten und erfrorenen Zivilisten sowie gefallenen deutsche Soldaten wurden von der ortsansässigen Bevölkerung beerdigt. Die rund 300 Leichen kamen in ein Massengrab in einem riesigen Bombentrichter einer verirrten V2-Rakete. 1997 wurde an der Grabstelle in einem Waldstück auf Antrag von Edwin Kelm eine Gedenkstätte mit Steinkreuz errichtet.

### Nach dem Krieg
Kelm kam als 17-Jähriger nach Möglingen, wo er bis zu seinem Tod lebte. Im Jahre 1962 legte er in Möglingen die Meisterprüfung im Baugewerbe ab und gründete ein Bauunternehmen, das er bis 1993 führte. Sein Unternehmen errichtete rund 400 Wohnhäuser, mehrere Gemeinde- und Bürgerhäuser, Schulen und sieben Kirchen.
In seinem Heimatort trat er von 1971 bis 1994 als Kommunalpolitiker für die CDU auf. Seit 1965 gehört er dem Kirchengemeinderat Möglingen an. Er wurde in die Bezirkssynode des Kirchenbezirks Ludwigsburg gewählt und gehörte 1977 bis 1995 der Landessynode der evangelischen Landeskirche Württemberg an. 18 Jahre lang war er Mitglied des Gesprächskreises „Lebendige Gemeinde“ in der württembergischen Landessynode und leitete jahrzehntelang eine Landeskirchliche Gemeinschaft.

### Engagement für Bessarabien
Bereits 1966 unternahm Kelm die erste Reise in seine frühere Heimat Bessarabien, die seit Ende des Zweiten Weltkriegs Teil der Sowjetunion war. Seine Reisen wurden von staatlichen Stellen misstrauisch beäugt, da man ihn für einen westlichen Spion hielt.
Seit 1980 führt er Studienreisen in die Ukraine und nach Moldau durch. Pro Reisesaison fahren rund 1000 Reisende, meist Bessarabiendeutsche oder ihre Nachkommen, in die Länder des früheren Bessarabiens und suchen die früheren deutschen Siedlungen auf.
1982 wurde Kelm zum Bundesvorsitzenden der Landsmannschaft der Bessarabiendeutschen gewählt. Das Amt behielt er bis 2004 inne. In dieser Funktion war er gleichzeitig stellvertretender Vorsitzender des Hilfskomitee der Evangelisch-lutherischen Kirche aus Bessarabien. 36 Jahre lang war Kelm Beirats-, Bauausschuss- und Aufsichtsratsmitglied des Alexander-Stift in Großerlach-Neufürstenhütte, einer Heimstätte für bessarabiendeutsche Senioren.
Bedingt durch die Auflösung der Sowjetunion 1991 trat für die Bevölkerung eine starke Armut ein. Kelm rief in den Jahren 1991/1992 in Deutschland die diakonische Einrichtung „Bessarabienhilfe“ ins Leben. Sie führte mit Lastwagen Hilfslieferungen für die im früheren Bessarabien lebende Bevölkerung durch. Es kamen durch Spenden erlangte humanitäre Hilfsgüter, wie Medikamente, medizinische Geräte, Bekleidung ins Land. Zunächst erreichten die Hilfen Krankenhäuser, Altenheime und Waisenhäuser in Akkerman, Arzis, Kischinew, Schabo und Tarutino. Später kamen Güter in die ehemals deutschen Gemeinden und zu sonstigen Hilfsbedürftigen. Rund 70.000 Hilfspakete wurden ausgehändigt. Auch Schulen wurden mit Lehr- und Lernmitteln ausgestattet. Edwin Kelm sorgte persönlich für eine verbesserte Ausstattung des Krankenhauses in Schabo in der Ukraine, eine einstige Weinbausiedlung Schweizer Auswanderer.
Erst nach dem Niedergang der Sowjetunion Anfang der 1990er Jahre war Kelm ein weiteres Engagement im Gebiet des früheren Bessarabien, in dem die Staaten Moldau und Ukraine entstanden, möglich. Mitte der 1990er Jahre erwarb er den früheren Bauernhof seiner Großeltern in Friedenstal. Er ließ die Hofanlage restaurieren und die inzwischen abgerissenen Wirtschaftsgebäude, die Sommerküche und den Brunnen wieder errichten. Daraus wurde das 1998 eröffnete bessarabiendeutsche Bauernmuseum, das später den Namen des Gründers als Edwin-Kelm-Museum trug. Die Hofanlage repräsentiert mit ihren ausgestellten landwirtschaftlichen Arbeitsgeräten eine typische Landwirtschaft der deutschstämmigen  Bevölkerung, bevor sie das Land 1940 nach der Besetzung durch die Sowjetunion verließ. 2009 übereignete Edwin Kelm das Museum dem Bessarabiendeutschen Verein, der nun neben dem Heimatmuseum der Bessarabiendeutschen in Stuttgart über einen weiteren Ausstellungsort verfügt.
Kelm plante und überwachte die Restaurierung der ältesten deutschen Kirche Bessarabiens in Sarata. Beteiligt war er auch am Bau einer neuen Kirche in Bilhorod-Dnistrowskyj und dem Wiederaufbau der deutschen Kirche in Albota (Moldau). Er setzte sich dafür ein, dass in 50 Siedlungen (von rund 150) Gedenksteine zur Erinnerung an die frühere deutsche Vergangenheit der Orte aufgestellt wurden.

## Auszeichnungen
- Bundesverdienstkreuz am Bande (1983)
- Ehrendoktorwürde der Universität Chișinău (2001)
- Kronenkreuz in Gold des Diakonischen Werks (2001)
- Orden des Großfürsten Jaroslaw V. Klasse der Ukraine (2007)
- Bundesverdienstkreuz 1. Klasse (2005)

## Dokumentarfilme
- Rischkanowka oder Der König von Bessarabien – 10 Minuten Ausschnitt